# Pablo Gómez
Pablo Gómez Ortiz de Guzmán, noto semplicemente come Pablo Gómez (Vitoria, 21 maggio 1970), è un allenatore di calcio ed ex calciatore spagnolo, di ruolo centrocampista.

## Palmarès

### Giocatore

#### Competizioni nazionali
- Segunda División B: 1

Lleida: 1989-1990
- Segunda División: 1

Alavés: 1997-1998